# قرار مجلس الأمن التابع للأمم المتحدة رقم 384
قرار مجلس الأمن التابع للأمم المتحدة رقم 384 هو قرار اعتمد في 22 ديسمبر 1975م، وأشار إلى البيانات التي أدلى بها ممثلو البرتغال وإندونيسيا وتيمور الشرقية، واعترف بحق شعب تيمور الشرقية في تقرير المصير والاستقلال وفقًا للميثاق. أعرب المجلس عن قلقه البالغ إزاء تدهور الحالة في تيمور الشرقية، وأعرب عن أسفه لتدخل القوات المسلحة الإندونيسية في تلك الدولة، وأعرب عن أسفه لأن البرتغال لم تضطلع بالكامل بمسؤولياتها بصفتها الدولة القائمة بالإدارة.
ثم يدعو القرار جميع الدول إلى احترام السلامة الإقليمية لتيمور الشرقية وكذلك الحق غير القابل للتصرف لشعبها في تقرير المصير ودعا حكومة إندونيسيا إلى سحب جميع قواتها من الإقليم دون إبطاء. ودعا المجلس حكومة البرتغال بصفتها الدولة القائمة بالإدارة، إلى التعاون الكامل مع الأمم المتحدة وحث جميع الدول والأطراف الأخرى على التعاون الكامل مع جهود الأمم المتحدة للتوصل إلى حل سلمي للوضع وتسهيل إنهاء استعمار الأراضي. ويطلب القرار بعد ذلك إلى الأمين العام أن يرسل على وجه السرعة ممثل خاص إلى تيمور الشرقية بغرض إجراء تقييم فوري للحالة القائمة وإقامة اتصال مع جميع الأطراف في الإقليم وتقديم توصية إلى المجلس في أقرب وقت ممكن.